# Slamník (Králický Sněžník)
Slamník je hora v Podbělském hřbetu pohoří Králický Sněžník, nad horním koncem obce Dolní Morava, vrchol leží už v Pardubickém kraji, ale blízko hranice s Olomouckým krajem. Německy se hora jmenuje Sauberg (Sau Kuppe) – Sviní hora. Nadmořská výška je 1232 m n. m. Na sever až severovýchod od vrcholu pokračuje hřeben k vrcholu Podbělka, na jih se hřbet mírně snižuje k vrcholu Chlum. Západní svahy hory jsou velmi strmé. V dolních částech západních svahů jsou vložky mramorů a nachází se zde i lom na mramor. Z vrcholu vede sjezdovka Vyhlídková, patřící pod lyžařské středisko Dolní Morava, která se v přibližně 1110 m u chaty Slamněnka rozděluje na dvě. Východní svahy jsou o něco mírnější.

## Hydrologie
Ze svahů hory odtéká voda do přítoků Moravy, např. Kamenitý potok, Mlýnský potok, Malá Morava a dalších bezejmenných.

## Vegetace
Vrcholové partie hory (asi nad 1100 m) jsou porostlé převážně horskými třtinovými smrčinami. V nižších polohách jsou potenciální přirozenou vegetací horské acidofilní bučiny, jednalo by se o smíšené lesy s dominancí buku lesního, smrku ztepilého a jedle bělokoré. Na mramorech to jsou potom květnaté bučiny. V současnosti jsou ale často přeměněny na kulturní smrčiny. Vrchol hory je v současnosti odlesněn a také na svazích svazích hory jsou místy rozsáhlé imisní holiny, najdeme zde však i primární bezlesí, kamenná moře.

## Stavby
Přímo na vrcholu žádné stavby nejsou, v horní částech sjezdovek jsou nějaké doprovodné stavby a také menší bouda a samozřejmě vleky.

## Ochrana přírody
Oblast vrcholu hory byla do roku 2013 součástí národní přírodní rezervace Králický Sněžník. Poté byl z NPR kvůli stavbě sjezdovky přes protesty ochránců přírody vyjmut. Nicméně stále je součástí evropsky významné lokality Králický Sněžník. Vrchol leží i mimo ptačí oblast Králický Sněžník.

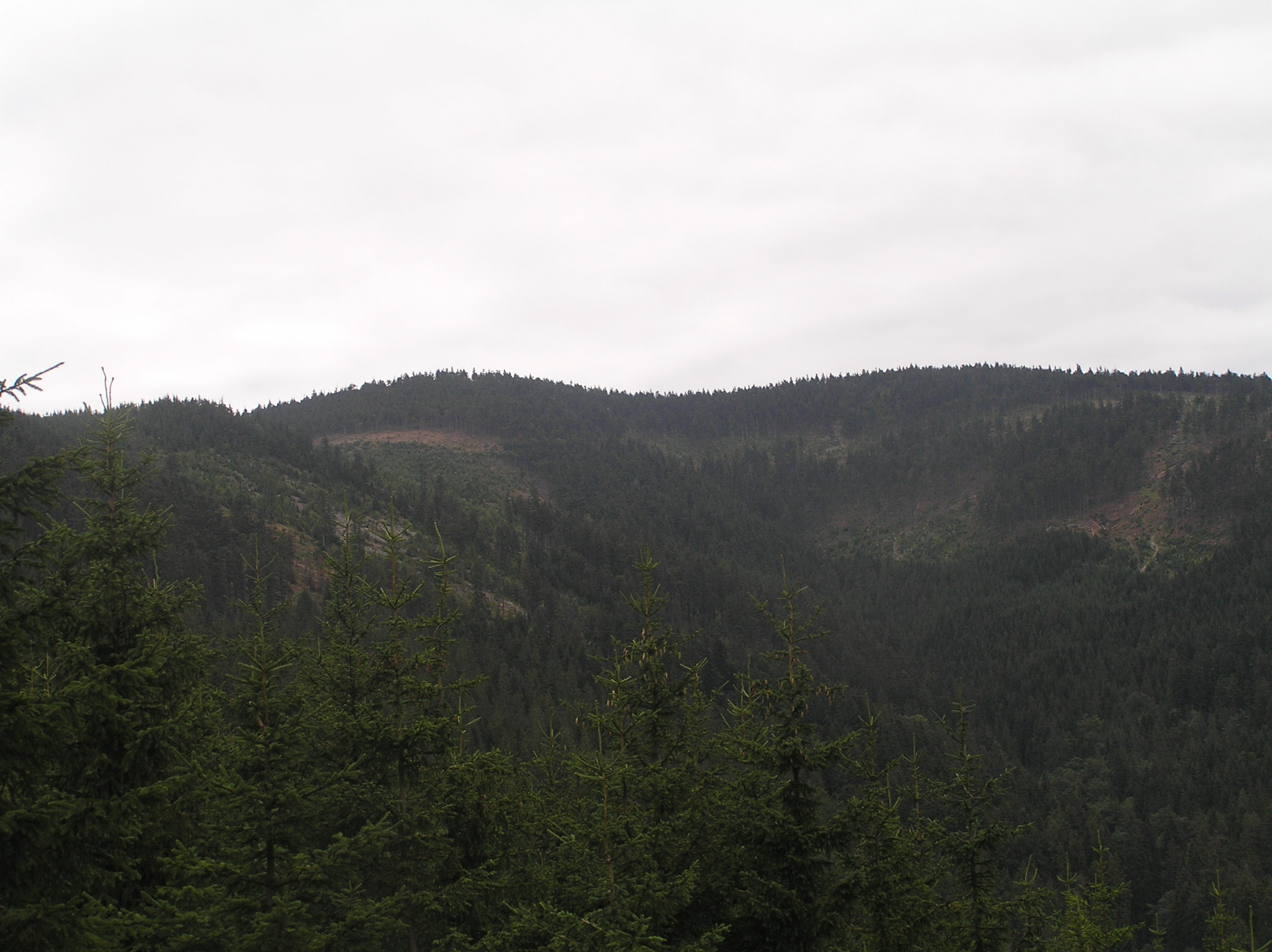
Slamník z jihu
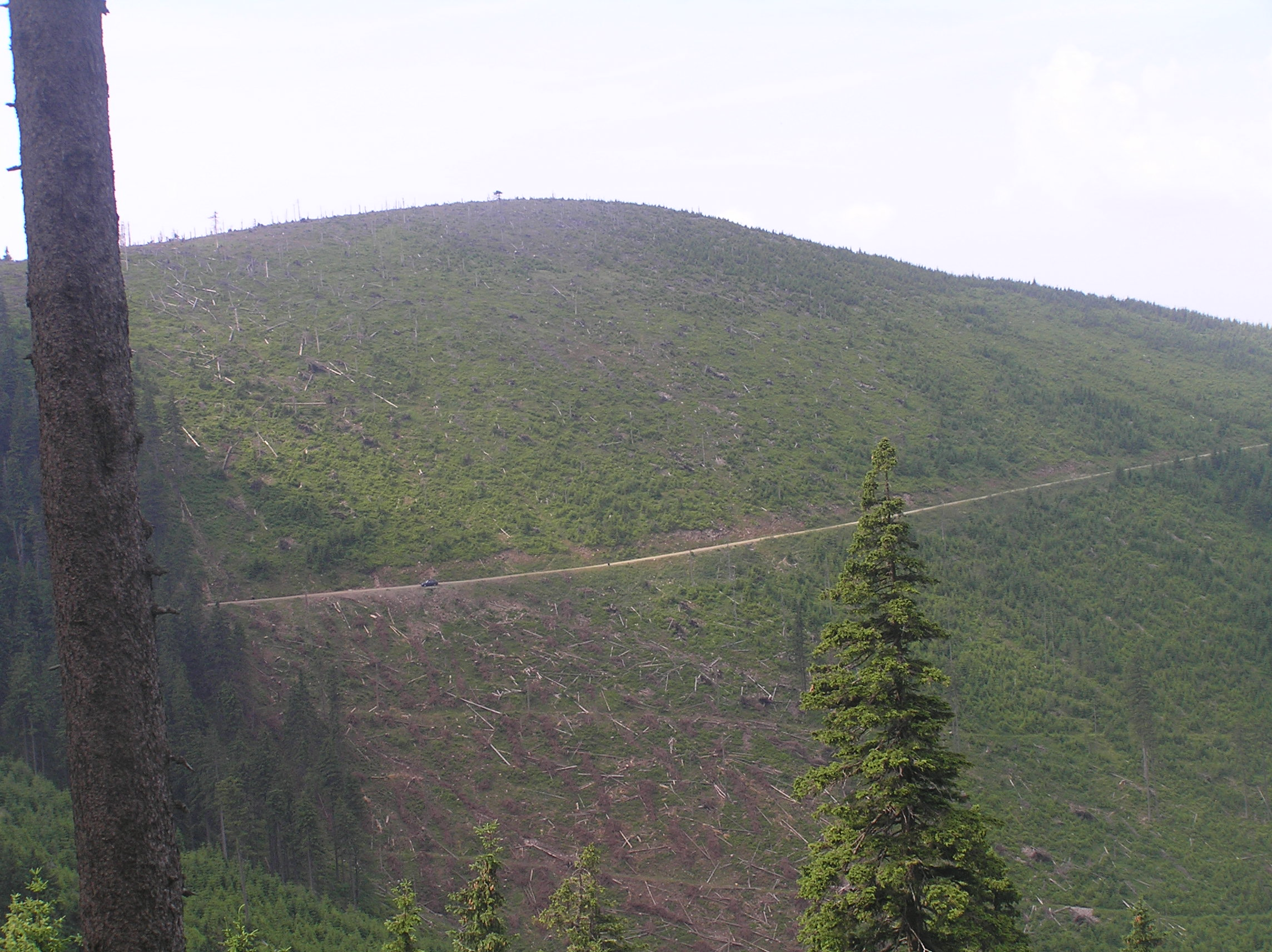
Vrcholová partie Slamníku
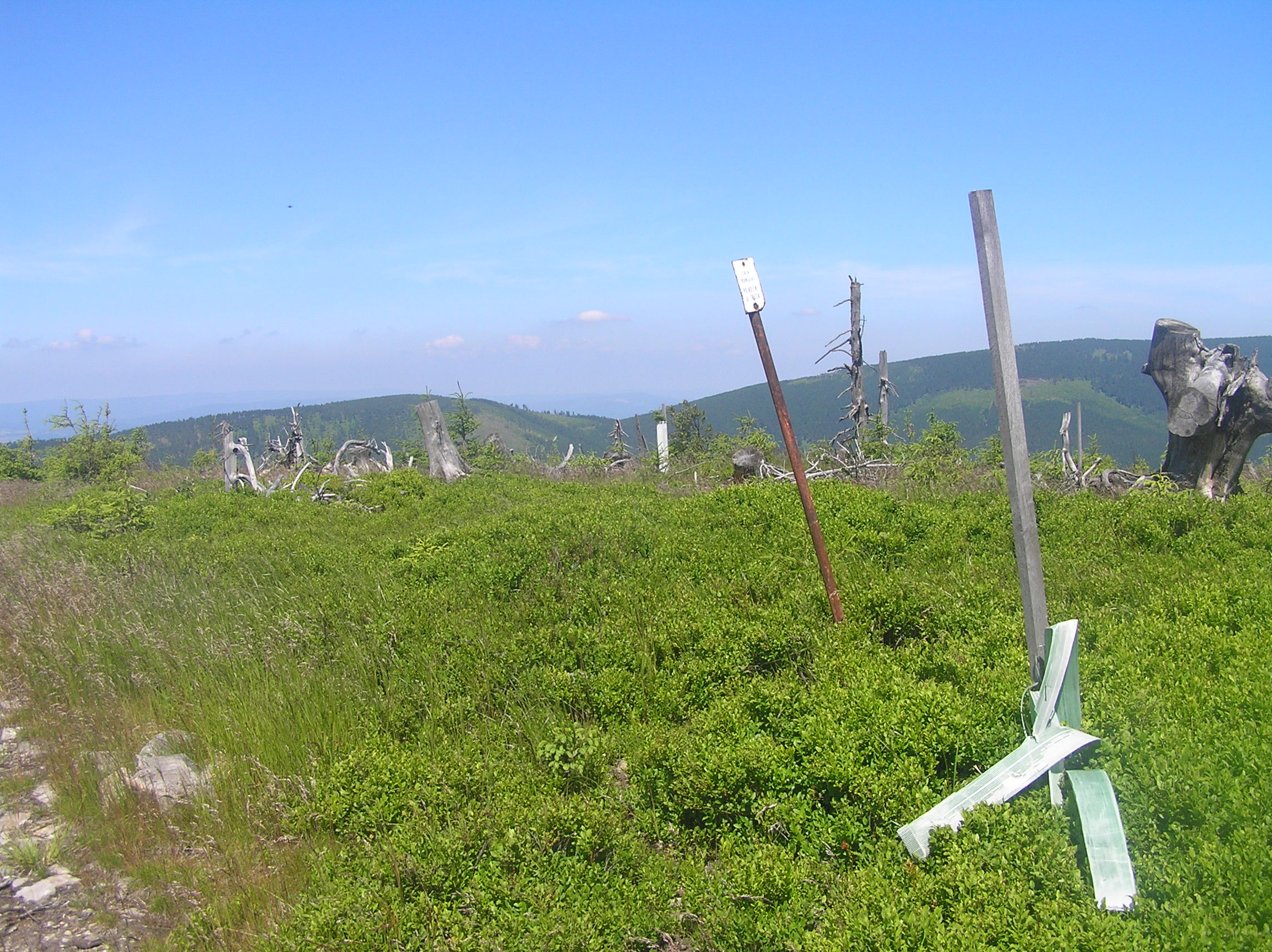
Příroda na vrcholu Slamníku
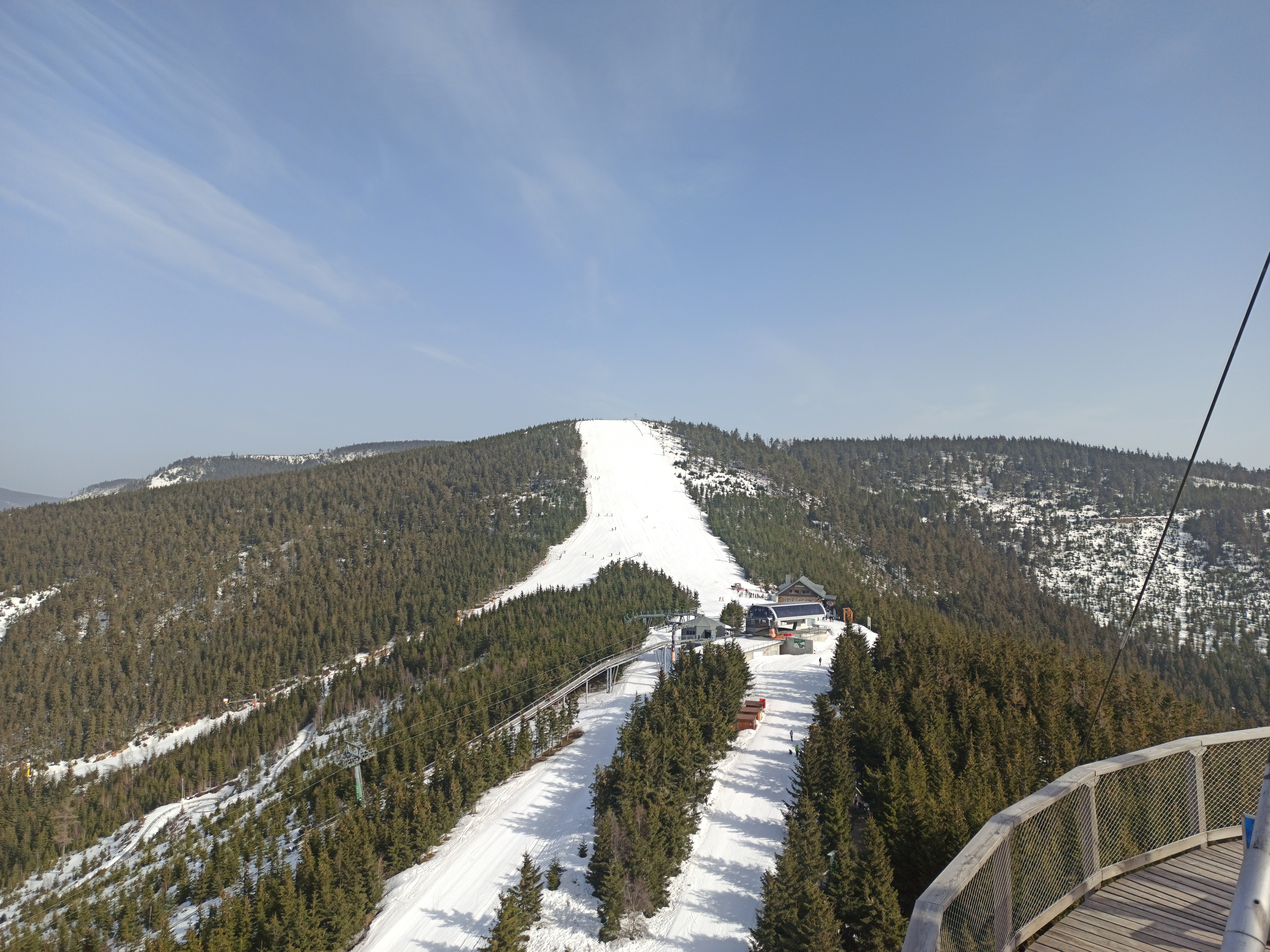
Sjezdovka na Slamníku při pohledu ze Stezky v oblacích